# Olympique de Montréal
L’Olympique de Montréal était un club de football (soccer) professionnel faisant partie de la Ligue nord-américaine de soccer (NASL) entre 1971 et 1973 et domicilié à Montréal. L'équipe a évolué principalement à l'Autostade.
C'est Sam Berger, le propriétaires des Alouettes de Montréal de la Ligue canadienne de football qui décide de lancer une équipe de soccer dans la Ligue nord-américaine de soccer au début des années 1970. A cette époque, la ligue n'a pas l'envergure qu'elle connaitra quelques années plus tard avec l’arrivée de Pelé au Cosmos de New York.

## Grands joueurs du passé
- Robert Baylis
- Clive Charles
- Stanko Puskas
- Graeme Souness

## Entraîneurs
- Renato Tofani (1971)
- Mike Campo (1971)
- Sebastiano Buzzin (1971)
- Graham Adams (1972-73)

## Résultats saison par saison
| Année | Division | Gagné | Perdu | Nul | Pts | Saison régulière      | Séries éliminatoires |
| ----- | -------- | ----- | ----- | --- | --- | --------------------- | -------------------- |
| 1971  | NASL     | 4     | 15    | 5   | 65  | 4e, Northern Division | Pas qualifié         |
| 1972  | NASL     | 4     | 5     | 5   | 57  | 3e, Northern Division | Pas qualifié         |
| 1973  | NASL     | 5     | 10    | 4   | 64  | 2e, Northern Division | Pas qualifié         |